# Haplopteris anguste-elongata
Haplopteris anguste-elongata là một loài dương xỉ trong họ Pteridaceae. Loài này được Hayata E.H. Crane mô tả khoa học đầu tiên năm 1997.